# 20460 Robwhiteley
20460 Robwhiteley (1999 LO28) là một tiểu hành tinh Amor được phát hiện ngày 13 tháng 6 năm 1999 bởi Catalina Sky Survey.